# Thomas Nybo Riis
Thomas Nybo Riis (født 31. august 1992) er en tidligere dansk cykelrytter, der cyklede for det danske kontinentalhold Team VéloCONCEPT.
Thomas Riis startede med cykling i 2010, hvor han på godt et år kørte sig fra D-klassen til i 2011 at konkurrere blandt de bedste danske amatører i A-klassen. I 2011 deltog han ydermere i Post Danmark Rundt som yngste deltager. Han deltog desuden på et dansk nationalhold i det italienske etapeløb Giro della Lunigiana.
Thomas Riis bor i Silkeborg og er søn af Bjarne Riis fra hans første ægteskab med Mette Nybo Riis. 